# Ponce de Leon Apartments
El Ponce de Leon Apartments es un edificio de apartamentos histórico en la ciudad de Atlanta, la capital del estado de Georgia (Estados Unidos). Fue construido en 1913 y diseñado por William Lee Stoddart. Mide 47 metros de altura y tiene 11 plantas. En 1978, el edificio fue declarado propiedad contributiva del Distrito Histórico del Fox Theatre y se colocó en el Registro Nacional de Lugares Históricos.

## Historia
En 1911, el Georgian Terrace Hotel, diseñado por el arquitecto William Lee Stoddart, abrió en la intersección de Ponce de Leon Avenue y Peachtree Street en el centro de Atlanta. El edificio fue el primer hotel en Atlanta construido fuera del centro de la ciudad y tardó más de un año en construirse. Antes de esto, en 1909, Stoddart había diseñado un gran edificio de apartamentos en la esquina sureste de la misma intersección, al otro lado de la calle del hotel. La construcción de este nuevo edificio comenzó poco después de la finalización del hotel, aunque el tamaño del edificio se redujo significativamente. La Compañía George A. Fuller sirvió como contratista para la construcción del edificio, que costó 450.000 dólares. En 1913, los Apartamentos Ponce de León abrieron oficialmente.
El edificio fue diseñado para tener varias unidades de apartamentos grandes en la mayoría de los pisos, con los dos pisos superiores reservados para apartamentos de solteros. Además, el edificio albergó el primer ático de Atlanta cuando se construyó en el techo del edificio en 1932. Además, el primer piso originalmente albergaba una farmacia y una librería, y había una planta de hielo en el sótano para los residentes del edificio. 
Aunque inicialmente se anunciaron como "los apartamentos más lujosos del sur", los apartamentos comenzaron a perder su prestigio durante la segunda mitad del siglo XX a medida que los inquilinos más ricos se mudaban a nuevos domicilios en el área. Como resultado, muchas de las unidades de apartamentos más grandes del edificio se subdividieron para atender a un inquilino menos acomodado. En 1978, el edificio fue declarado propiedad contributiva del Distrito Histórico del Fox Theatre y se colocó en el Registro Nacional de Lugares Históricos. En la década de 1980, el edificio había caído en un estado de deterioro y el edificio fue comprado por desarrolladores que lo convirtieron en condominios. En 1982, el edificio pasó a llamarse Condominio Ponce. En 1993, el edificio fue declarado edificio emblemático por el gobierno de Atlanta.
La fachada frontal del edificio de 11 pisos se curva sobre la intersección, lo que le permite enfrentarse directamente a dos de las principales vías de la ciudad. El edificio es mayoritariamente simétrico, con la parte central curva rematada en ambos lados por dos torres cuadradas coronadas con campanarios.
Fue designado Edificio emblemático por el gobierno de Atlanta en 1993.